# CFU Club Shield
La CFU Club Shield, nota in passato come CONCACAF Caribbean Club Shield o CONCACAF Caribbean Shield, è una competizione calcistica per squadre di club dei Caraibi che siano membri della Caribbean Football Union.
È definita come una competizione di seconda fascia rispetto alla CONCACAF Caribbean Cup (e in precedenza rispetto al CONCACAF Caribbean Club Championship) ed è stata introdotta nel 2018.
Fino all'edizione 2022 il vincitore della competizione accedeva ad uno spareggio con una squadra proveniente dal Caribbean Club Championship per uno slot nella CONCACAF League. Dal 2023, le due finaliste ottengono la qualificazione alla CONCACAF Caribbean Cup.

## Storia
Il 25 luglio 2017 il concilio CONCACAF, riunito a San Francisco, ha approvato l'implementazione di due competizioni per i club affiliati all'associazione caraibica, che sarebbe iniziato nel 2018: la competizione di prima fascia, il Caribbean Club Championship, sarebbe stata appannaggio delle squadre provenienti dai campionati professionistici (e, per la sola edizione 2018, anche semi-professionistici), mentre quella di seconda fascia, ribattezzata Caribbean Club Shield, sarebbe stata giocata dalle squadre appartenenti ai campionati non professionistici, e, dal 2019, semiprofessionistici.
Nel 2023 c'è stato un rebranding di entrambe le competizioni: vincitrice e finalista ottengono la qualificazione per la Caribbean Cup (nuovo format della competizione di prima fascia), che si disputa successivamente.
Il 30 aprile 2024 la CONCACAF ha assegnato l'organizzazione del torneo alla Caribbean Football Union e di conseguenza il nome della competizione è cambiato in CFU Club Shield.

## Formula del torneo
Lo svolgimento del torneo cambia di anno in anno a seconda del numero di squadre iscritte. Nel 2025 partecipano 24 club divisi in 4 gironi da 6 squadre cui fa seguito la fase a eliminazione diretta.
Le due finaliste ottengono inoltre la qualificazione alla Caribbean Cup.

## Albo d'oro
| Anno | Nazione Ospitante   | Vincitore                                     | Punteggio                                     | Finalista                                     | Terzo posto                                   | Quarto posto                                  |
| ---- | ------------------- | --------------------------------------------- | --------------------------------------------- | --------------------------------------------- | --------------------------------------------- | --------------------------------------------- |
| 2018 | Rep. Dominicana     | Club Franciscain                              | 2-1                                           | Inter Moengotapoe                             | Real Rincon                                   | Deportivo Nacional                            |
| 2019 | Curaçao             | Robinhood                                     | 1-0                                           | Club Franciscain                              | Weymouth Wales                                | Jong Holland                                  |
| 2020 | Curaçao             | Cancellato a causa della Pandemia di COVID-19 | Cancellato a causa della Pandemia di COVID-19 | Cancellato a causa della Pandemia di COVID-19 | Cancellato a causa della Pandemia di COVID-19 | Cancellato a causa della Pandemia di COVID-19 |
| 2021 | Curaçao             | Cancellato a causa della Pandemia di COVID-19 | Cancellato a causa della Pandemia di COVID-19 | Cancellato a causa della Pandemia di COVID-19 | Cancellato a causa della Pandemia di COVID-19 | Cancellato a causa della Pandemia di COVID-19 |
| 2022 | Porto Rico          | Bayamón                                       | 2-1                                           | Inter Moengotapoe                             | Gosier                                        | Jong Holland                                  |
| 2023 | Saint Kitts e Nevis | Robinhood                                     | 5-1                                           | Golden Lion                                   | Club Sando                                    | Metropolitan FA                               |
| 2024 | Curaçao             | Arnett Gardens                                | 1-0                                           | Grenades                                      | Atlético Pantoja                              | Dublanc Strikers                              |
| 2025 | Trinidad e Tobago   | Moca                                          | 3-2                                           | Weymouth Wales                                | Club Franciscain                              | AFC Academy                                   |